# جون كولمان (نحات)
جون كولمان (بالإنجليزية: John Coleman)‏ هو نحات أمريكي، ولد في 1949.